# Arbeitsprozess (Betriebswirtschaft)
Der Arbeitsprozess ist in der Betriebswirtschaftslehre ein Unternehmensprozess, bei dem in einem Unternehmen durch Arbeit von Arbeitskräften in Kombination mit Arbeits- und Betriebsmitteln Produkte oder Dienstleistungen hervorgebracht werden.

## Allgemeines
Diese gängige Definition geht davon aus, dass der Arbeitsprozess durch ein Arbeitssystem ermöglicht wird, das wiederum durch den Arbeitsprozess erzeugt oder verändert wird. Der Arbeitsprozess stellt sich als vollständiger Arbeitsablauf einer Arbeitsperson zur Erfüllung eines Auftrags oder einer Problemlösung dar und hat stets ein Arbeitsergebnis zum Ziel.
Für Karl Marx war der Begriff des Arbeitsprozesses von zentraler Bedeutung in seiner Kapitalismuskritik; er verstand hierunter eine „zweckmäßige Tätigkeit zur Herstellung von Gebrauchswerten, Aneignung des Natürlichen [ Naturprodukte, d. Verf.] für menschliche Bedürfnisse...“ Mit dieser kurzen Beschreibung hebt Marx das zentrale Moment eines Arbeitsprozesses hervor, nämlich die Arbeit als zweckmäßige, Gebrauchswerte schaffende Tätigkeit. Darüber hinaus gehören zum Arbeitsprozess seine Gegenstände und die in von der Arbeit angewandten Mitteln (Werkzeuge, Maschinen, Gebäude). Die Arbeit selbst, ihr Gegenstand und ihr Mittel bezeichnet Marx als die einfachen Momente des Arbeitsprozesses.
Der Arbeitsprozess ist bei Marx eine spezielle Form der Praxis; andere Arten der Praxis sind zum Beispiel das wissenschaftliche Experiment, die revolutionäre Aktion und der Krieg. Nicht zur Praxis gehören beispielsweise das Spiel der Kinder und der wissenschaftliche Erkenntnisprozess, auch wenn er als untergeordnetes Moment experimentelle Tätigkeiten umfasst.

## Inhalt
Arbeitsprozesse betreffen den systematischen Arbeitsablauf in der Produktionswirtschaft und bedürfen einer auf detaillierten Arbeitsanweisungen/Verfahrensanweisungen beruhenden Arbeitsvorbereitung und Arbeitsablaufplanung, damit Arbeitsabläufe bis hin zum kleinsten Ablaufabschnitt feststehen. Zweck der Arbeitsanweisung ist es, den organisatorischen Rahmen zu liefern, innerhalb dessen die erforderlichen Arbeitsprozesse ablaufen können. Die eigentliche organisatorische Gestaltung der Arbeitsprozesse erfolgt in der Arbeitssynthese. Dabei müssen die Arbeitsplätze in die Arbeitsprozesse einbezogen werden. Ein Arbeitsprozess besteht aus einzelnen Komponenten, die sich aufeinander beziehen und zusammenwirken; Komponenten sind hierbei die Produktionsfaktoren. Arbeitsprozesse haben ein Arbeitsergebnis zum Ziel, wobei im Falle komplexer Ergebnisse mehrere Arbeitsprozesse notwendig sein können.

## Bestandteile des Arbeitsprozesses
Ein Arbeitsprozess besteht im Regelfall aus:
- Materiellen Prozessen: sind körperliche Vorgänge an physischen Arbeitsobjekten.
- Informationellen Prozessen: umfassen den Austausch bzw. die Verarbeitung von Informationen (Regelkommunikation z. B. durch Formulare, Informationsprozesse  bzw. ERP-Systeme oder direkte, verbale Kommunikation).
- Dienstleistungsprozessen: können sowohl materieller als auch informeller Art sein.
- Managementprozessen bzw. Führungsprozessen: beinhalten die Planung und Kontrolle von Zielen und Maßnahmen, die Mitarbeiterführung und Gestaltung der Organisationsstrukturen.
- Operativen Prozessen: verkörpern die eigentliche Produktion. Ihr Ergebnis kann materieller Art als auch informeller Art sein.
- Primärprozessen: siehe Kernprozesse.
- Sekundärprozessen: siehe Supportprozesse.
- Innovationsprozessen: umfassen die Entwicklung und Einführung von qualitativ neuwertigen Produkten, neuartigen Produktionsverfahren oder neuen Produktionsstrukturen.

## Arbeitsprozess und Produktionsprozess
Arbeitsprozesse sind inhaltlich umfangreicher als Produktionsprozesse, denn zu letzteren gehört lediglich das eigentliche Fertigungsverfahren, das mit Arbeitsmitteln, Betriebsmitteln und Personal durch maschinelle und/oder manuelle Be- und Verarbeitung von Rohstoffen oder Zwischenprodukten ein marktreifes Produkt hervorbringt. Zu den Arbeitsprozessen gehört darüber hinaus auch die Wartung der Produktionsanlagen. So argumentierte auch die sozialistische Dogmatik, die den „Produktionsprozess der sozialistischen Betriebe und Kombinate als die Gesamtheit arbeitsteilig organisierter, parallel und nacheinander verlaufender Arbeitsprozesse“ ansah. Auch Arbeitsschutz und Arbeitssicherheit im Arbeitsprozess gehen weit über den Produktionsprozess hinaus.
Karl Marx formulierte 1858 im Rahmen der Entfremdung: „Der Produktionsprozess hat aufgehört, Arbeitsprozess in dem Sinne zu sein, dass die Arbeit als ihn beherrschende Einheit über ihn griffe. Sie erscheint vielmehr nur als bewusstes Organ, an vielen Punkten des mechanischen Systems in einzelnen lebendigen Arbeitern; …“. Für ihn war der Produktionsprozess die Einheit von Arbeitsprozess und Verwertungsprozess. Im kapitalistischen Produktionsprozess verwandelt sich Marx zufolge der Arbeitsprozess in einen „gesellschaftlichen Prozess“. Die Arbeit im „gesellschaftlichen Produktionsprozess“ gliedert Marx in vier Phasen: Produktion (Herstellung), Zirkulation (Handel), Distribution (Verteilung) und Konsumtion (Verbrauch), in denen die Menschen arbeitsteilig in unterschiedlichen betriebswirtschaftlichen Arbeitsprozessen tätig sind.

## Arbeitsprozess und Automatisierung
Werden Arbeitsprozesse ganz oder teilweise auf Maschinen oder sonstige Arbeitsgeräte übertragen, spricht man von Automatisierung, die mit dem Automatisierungsgrad gemessen wird. Er gibt letztlich an, ob und inwieweit das Personal durch Maschinen ersetzt wird. Arbeitsprozesse mit hohem Anteil an Arbeitskräften gibt es in personalintensiven, mit hohem Anteil maschineller Produktion ist in anlageintensiven Unternehmen vorhanden.

## Arbeitsprozess und Geschäftsprozess
Das Verhältnis zwischen Arbeitsprozess und Geschäftsprozess ist noch ungeklärt. Ein Teil der Fachliteratur sieht den Arbeitsprozess als Teil des Geschäftsprozesses, wobei der Geschäftsprozess auch vor- und nachgelagerte Arbeiten umfasst; das Rechnungswesen ist Teil des Geschäftsprozesses, gehört jedoch nicht zum Arbeitsprozess. Einige Autoren sehen Arbeits- und Geschäftsprozess als Synonyme an.

## Arbeitsprozess und Arbeitsumgebung
Arbeitsprozesse, die einer hohen Kooperation des Personals bedürfen, werden als Arbeitsumgebung zusammengefasst.

## Prozesskette
Die Aktivitäten und Prozesse eines Unternehmens sind aus funktionalen Gründen ablaufmäßig miteinander in einer Prozesskette verbunden. Ein nach Prozessen organisiertes Unternehmen besteht dabei aus Führungs-, Management-, Arbeits-, Produktions-, Geschäfts-, Vertriebsprozessen und Lieferketten.

## Abgrenzung
Während die Betriebswirtschaftslehre beim Arbeitsprozess den Schwerpunkt auf die Kombination von Produktionsfaktoren (Arbeitskräfte, Arbeits- und Betriebsmittel) zum Zwecke der Produktion legt, ist der arbeitssoziologische Arbeitsprozess auf die Kooperation zwischen Arbeitskräften und die Arbeitsteilung gerichtet.